# Luxemburgs Grand Prix 1997
Luxemburgs Grand Prix 1997 var det femtonde av 17 lopp ingående i formel 1-VM 1997. Loppet, som kördes i Tyskland, var det första av två Luxemburgs Grand Prix.

## Resultat
1. Jacques Villeneuve, Williams-Renault, 10 poäng
2. Jean Alesi, Benetton-Renault, 6
3. Heinz-Harald Frentzen, Williams-Renault, 4
4. Gerhard Berger, Benetton-Renault, 3
5. Pedro Diniz, Arrows-Yamaha, 2
6. Olivier Panis, Prost-Mugen Honda, 1
7. Johnny Herbert, Sauber-Petronas
8. Damon Hill, Arrows-Yamaha
9. Gianni Morbidelli, Sauber-Petronas
10. Mika Salo, Tyrrell-Ford

### Förare som bröt loppet
- Jos Verstappen, Tyrrell-Ford (varv 50, snurrade av)
- Mika Häkkinen, McLaren-Mercedes (43, motor)
- Rubens Barrichello, Stewart-Ford (43, växellåda)
- David Coulthard, McLaren-Mercedes (42, motor)
- Jan Magnussen, Stewart-Ford (40, bakaxel)
- Eddie Irvine, Ferrari (22, motor)
- Shinji Nakano, Prost-Mugen Honda (16, motor)
- Michael Schumacher, Ferrari (2, upphängning)
- Tarso Marques, Minardi-Hart (1, motor)
- Ukyo Katayama, Minardi-Hart (1, kollision)
- Giancarlo Fisichella, Jordan-Peugeot (0, kollision)
- Ralf Schumacher, Jordan-Peugeot (0, kollision)